# Bosque de piedra de Sachapite
El bosque de piedra de Sachapite está ubicado en la Cordillera de los Andes, a unos 3900 metros sobre el nivel del mar,   alrededor de 18 km al noreste de Huancavelica, a 40 minutos del distrito de Yauli y 30 minutos de la provincia  de Huancavelica.

## Origen
Su origen es atribuido por la formación de cenizas volcánicas cementadas, talladas durante miles de años por la erosión del agua y viento, tiene una extensión de 1.5km, asimismo las piedras tienen una altura de entre 2 hasta los 20 metros
En consecuencia, de la formación volcánica, se puede visualizar múltiples formas entre las que destacan: el perfil de un hombre, una tortuga, el inca, enormes torres, a atalayas para guerreros, animales prehistóricos e incluso existe una piedra en forma de lagarto y una con el apelativo de Tinya rumi, ya que los pobladores mencionan que cuando se golpea la piedra esta emana un sonido semejante al de la tinya. Un dato importante que considerar para visualizar las diversas formas es la iluminación solar en el bosque de piedras de Sachapite se lleva a cabo la bienvenida al Año nuevo Andino que coincide con el solsticio de invierno, el cual se celebra alrededor del 21 de junio de cada año. 

## Normas Legales
De acuerdo con la Ley N° 300/2021-CR, que “Declara de interés nacional y necesidad pública la designación de la región Huancavelica, como destino turístico nacional”, así como la iniciativa legislativa N° 535/2021-CR, destacándose el Bosque de Piedras de Sachapite.